# Testamente (roman av Nina Wähä)
Testamente är en roman av den svenska författaren Nina Wähä, utgiven på Norstedts 2019.
För romanen tilldelades Wähä Sveriges Radios Romanpris 2020 och nominerades till Augustpriset för årets skönlitterära bok 2019.

## Bakgrund
Wähäs mor kommer från Tornedalen och Wähä tillbringade som barn sommarloven där med sin mormor och sina kusiner. Finska och meänkieli var de första språk hon lärde sig. Viljan att skriva romanen sprang ur att mormodern hade alzheimers och insikten att hennes öde skulle falla i glömska. Wähä ville genom genom att skriva romanen undersöka vad det innebär att växa upp med ett tiotal eller fler syskon, vilket var vanligt i Tornedalen förr. Ursprungligen var syftet att skriva en novellsamling, där varje novell skulle fokusera på ett syskon i syskonskaran, men hon insåg snart att det hon arbetade med var en roman och hon skapade därför en berättarröst som leder läsaren genom familjen.

## Handling
Romanen utspelar sig i finska Tornedalen och skildrar en stor familj bestående av en despotisk och känslokall far, en undergiven mor och tolv syskon. Annie som är näst äldst i den stora syskonskaran besöker föräldrahemmet under julhelgen. En olycka inträffar vilket föranleder Annie att försöka förmå modern att lämna den förtryckande fadern. Därefter följer en myllrande berättelse där alla personer kommer till tals och får beskriva familjehistorien på sitt eget sätt

## Mottagande
Romanen blev väl mottagen av kritikerna.
I Svenska Dagbladet skrev Jenny Aschenbrenner att "[Wähä] målar en mångfacetterad bild av en familj, ett ursprung [...] Redan från start tar hon sig plats som berättare. Med en blinkning tar hon läsaren i handen och lotsar genom ett komplicerat virrvarr av lojaliteter och svek, kärlek och besvikelser". Aschenbrenner lyfte särskilt fram familjeskildringen: "Den mordhistoria, den stora mörka gåta, som utlovas redan på bokens första rad, den sjunker undan, blir mindre viktig. Istället är det Nina Wähäs skarpögda empati för alla av de tolv syskonen Toimi, hur hon ser illvilligheten men också dess rötter, som är den stora behållningen."
För Dagens Nyheter skrev Aase Berg att hon var "fullkomligt uppslukad ända från start, för Wähä kan verkligen skriva. Hon har ett lätt ironiskt och återhållet vilt tilltal som gör att man vill stanna hos berättarrösten. Hon slänger obekymrat in rappa engelska uttryck och lyckas få det samtida språket att flyta ihop med familjen Toimis relativt föråldrade livsstil". Berg kritiserade vissa trovärdighetsproblem, men menade samtidigt att detta nog bara får "ses som olycksfall i arbetet. Det viktigaste är språket, som ofta bryter fram i överrumplande stringens. Romanen är full av sorgsen livsvisdom och krass klarsyn". 
Också Valerie Kyeyune Backström framhävde, i sin recension för Expressen, familjeskildringen: "Och sättet varje familjemedlem för en stund får vara huvudperson, och vara det så övertygande att man glömmer bort de andra, glömmer bort tidigare favoriter och i stunden blir besatt av detta enda barn – samtidigt som den enskilda berättelsen ger djup åt de andra och familjen som helhet, det är underbart." Hon menade vidare att temat är "klassiskt, miljön om inte ny så sorgligt ovanlig, men sättet Wähä tar sig an uppgiften är fenomenal. Inte lika mycket för att hon ger svar (ger hon några?) utan för tillvägagångssättet, miljön, kärleken inför sina subjekt".

## Priser och utmärkelser
För Testamente tilldelades Nina Wähä Sveriges Radios Romanpris 2020, med motiveringen: "En myllrande familjehistoria i finska Tornedalen där pappans mörker präglat tillvaron. Nina Wähä skildrar i Testamente intensivt och färgstarkt hur familjemedlemmarna på olika sätt formar sina liv utifrån detta arv."  Romanen nominerades också till Augustpriset 2019 för årets svenska skönlitterära bok, med motiveringen: "Med den muntliga berättartraditionens alla knep tar Nina Wähä med läsaren till finska Tornedalen och familjen Toimi. Testamente framträder genom en kör av röster. Det är en skröna om svart familjearv, sorg och kärlek där varje människa rymmer en egen värld."